# Абе Хіроюкі
Абе Хіроюкі (нар. 5 липня 1989) — японський футболіст, що грає на позиції півзахисника.

## Клубна кар'єра
Протягом 2012–2016 років грав за команду «Ґамба Осака». З 2017 року захищає кольори «Кавасакі Фронтале».

## Виступи за збірну
Дебютував 2017 року в офіційних матчах у складі національної збірної Японії. У формі головної команди країни зіграв 3 матчі.

## Титули і досягнення
- Чемпіон Японії: 2014, 2017, 2018
- Володар Кубка Імператора Японії: 2014, 2015
- Володар Кубка Джей-ліги: 2014, 2019, 2021
- Володар Суперкубка Японії: 2015, 2019